# Финалы Кубка Европейской конфедерации волейбола
В сезонах 1972/73—1986/87 призёры розыгрыша Кубка Европейской конфедерации волейбола (ЕКВ) определялись по результатам однокругового финального турнира, в котором участвовали команды, победившие в четвертьфиналах.
С сезона 1987/88 победитель розыгрыша Кубка ЕКВ выявлялся в ходе финала четырёх, состоявшего из полуфиналов и финалов за 1-е и 3-е места.
С сезона 2010/11 финал четырёх отменён и на всех стадиях розыгрыша (в том числе и финале) победитель выявляется в ходе двухматчевой серии. В случае равенства побед назначается дополнительный («золотой») сет.

## Мужчины
1988. 21 февраля ( Дюделанж)
«Автомобилист» (Ленинград, СССР) — «Петрарка» (Падуя, Италия) 3:1 (14:16, 15:11, 15:5, 15:12).
1989. февраль ( Бордо)
«Автомобилист» (Ленинград, СССР) — «Петрарка» (Падуя, Италия) 3:0 (15:11, 15:10, 15:5).
1990. февраль ( Мёрс)
«Мёрсер» (Мёрс, ФРГ) по результатам группового турнира с участием 4 команд.
1991. 11 февраля ( Падуя)
«Сислей» (Тревизо, Италия) — «Радиотехник» (Рига, СССР) 3:2 (9:15, 15:12, 15:9, 11:15, 15:9).
1992. 9 февраля ( Парма)
«Максиконо» (Парма, Италия) — «Петрарка» (Падуя, Италия) 3:0 (15:9, 15:10, 15:10).
1993. 14 февраля ( Монпелье)
«Сислей» (Тревизо, Италия) — «Петрарка» (Падуя, Италия) 3:0 (15:1, 15:13, 15:2).
1994. 6 марта ( Падуя)
«Петрарка» (Падуя, Италия) — «Самотлор» (Нижневартовск, Россия) 3:0 (15:10, 15:10, 15:5).
1995. 5 марта ( Парма)
«Карипарма» (Парма, Италия) — «Орестиада» (Кастория, Греция) 3:0 (16:14, 15:4, 15:5).
1996. 3 марта ( Париж)
«Альпитур» (Кунео, Италия) — «Равенна» (Италия) 3:0 (15:8, 15:8, 15:2).
1997. 2 марта ( Женева)
«Равенна» (Италия) — «Неташ» (Стамбул, Турция) 3:0 (15:7, 15:10, 15:12).
1998. 8 марта ( Риети)
«Сислей» (Тревизо, Италия) — «Кнак» (Руселаре, Бельгия) 3:0 (15:4, 15:12, 15:5).
1999. 7 марта ( Сан-Бенедетто-дель-Тронто)
«Палермо» (Италия) — «Кнак» (Руселаре, Бельгия) 3:0 (25:22, 25:22, 25:17).
2000. 7 марта ( Флоренция)
«Рома» (Рим, Италия) — «Модена» (Италия) 3:2 (25:19, 23:25, 23:25, 25:20, 15:10).
2001. 18 марта ( Ареццо)
«Мачерата» (Италия) — «Модена» (Италия) 3:0 (25:21, 25:20, 25:22).
2002. 10 марта ( Кунео)
«Кунео» (Италия) — «Локомотив-Белогорье» (Белгород, Россия) 3:1 (25:18, 21:25, 31:29, 25:21).
2003. 16 марта ( Езоло)
«Сислей» (Тревизо, Италия) — «Мачерата» (Италия) 3:0 (25:18, 25:19, 25:23).
2004. 6 марта ( Модена)
«Модена» (Италия) — «Копра» (Пьяченца, Италия) 3:2 (28:26, 25:23, 24:26, 22:25, 17:15).
2005. 6 марта ( Пальма)
«Мачерата» (Италия) — «Сон Амар» (Пальма, Испания) 3:2 (13:25, 30:32, 25:22, 25:21, 15:12).
2006. 5 марта ( Падуя)
«Мачерата» (Италия) — «Искра» (Одинцово, Россия) 3:0 (25:19, 25:19, 25:22).
2007. 18 марта ( Новый Уренгой)
«Факел» (Новый Уренгой, Россия) — «Копра» (Пьяченца, Италия) 3:0 (25:21, 25:17, 25:21).
2008. 24 марта ( Рим)
«Рома» (Рим, Италия) — «Нолико» (Маасейк, Бельгия) 3:0 (25:23, 25:18, 25:22).
2009. 22 марта ( Афины)
«Локомотив-Белогорье» (Белгород, Россия) — «Панатинаикос» (Афины, Греция) 3:1 (25:19, 17:25, 25:20, 25:20).
2010. 28 марта ( Маасейк)
«Кунео» (Италия) — «Искра» (Одинцово, Россия) 3:1 (25:22, 21:25, 25:21, 26:24).
2011. 9 марта ( Беллуно), 12 марта ( Кендзежин-Козле)
«Сислей» (Тревизо, Италия) — ЗАКСА (Кендзежин-Козле, Польша) 2:3 (25:17, 22:25, 25:18, 22:25, 11:15); 3:1 (19:25, 25:21, 25:20, 25:19). «Золотой» сет 15:11.
2012. 28 марта ( Жешув), 1 апреля ( Москва)
«Ресовия» (Жешув, Польша) — «Динамо» (Москва, Россия) 2:3 (20:25, 25:22, 20:25, 25:23, 13:15); 2:3 (30:28, 22:25, 24:26, 26:24, 9:15).
2013. 27 февраля ( Латина), 3 марта ( Анкара)
«Андреоли» (Латина, Италия) — «Халкбанк» (Анкара, Турция) 1:3 (22:25, 26:24, 21:25, 21:25); 2:3 (25:21, 24:26, 17:25, 25:22, 11:15).
2014. 26 марта ( Нижний Новгород), 29 марта ( Париж)
«Губерния» (Нижний Новгород, Россия) — «Пари Воллей» (Франция, Париж) 3:0 (25:15, 25:18, 25:21); 1:3 (23:25, 25:23, 21:25, 19:25). «Золотой» сет 10:15.
2015. 7 апреля ( Тренто), 11 апреля ( Москва)
«Трентино» (Тренто, Италия) — «Динамо» (Москва, Россия) 1:3 (23:25, 25:23, 22:25, 21:25); 3:1 (25:27, 25:19, 25:17, 26:24). «Золотой» сет 12:15.
2016. 29 марта ( Берлин), 2 апреля ( Сургут)
«Берлин Рециклинг» (Берлин, Германия) — «Газпром-Югра» (Сургут, Россия) 3:2 (28:26, 16:25, 25:17, 20:25, 15:11); 3:0 (25:18, 25:18, 25:18).
2017. 11 апреля ( Тренто), 15 апреля ( Тур)
«Трентино» (Тренто, Италия) — «Тур» (Франция) 3:0 (25:14, 25:19, 25:17); 1:3 (29:31, 25:22, 22:25, 23:25). «Золотой» сет 13:15.
2018. 3 апреля ( Белгород), 10 апреля ( Анкара)
«Белогорье» (Белгород, Россия) — «Зираат Банкасы» (Анкара, Турция) 3:0 (25:13, 25:15, 25:14); 3:2 (21:25, 24:26, 28:26, 25:21, 15:11).
2019. 19 марта ( Тренто), 26 марта ( Стамбул)
«Трентино» (Тренто, Италия) — «Галатасарай» (Стамбул, Турция) 3:0 (25:15, 25:15, 25:20); 3:2 (22:25, 21:25, 25:16, 25:16, 15:5).
2021. 17 марта ( Москва), 25 марта ( Санкт-Петербург)
«Динамо» (Москва, Россия) — «Зенит» (Санкт-Петербург, Россия) 3:2 (26:28, 25:18, 20:25, 26:24, 15:9); 3:1 (25:21, 23:25, 28:26, 26:24).
2022. 16 марта ( Монца), 23 марта ( Тур)
«Веро Воллей» (Монца, Италия) — «Тур» (Франция) 3:0 (25:19, 25:19, 25:22); 3:0 (26:24, 25:18, 25:18).
2023. 29 марта ( Модена), 5 апреля ( Руселаре)
«Модена» (Италия) — «Кнак» (Руселаре, Бельгия) 0:3 (21:25, 23:25, 21:25); 3:0 (27:25, 25:22, 25:23)."Золотой" сет — 15:9.
2024. 12 марта ( Люнебург), 19 марта ( Жешув)
«Ассеко-Ресовия» (Жешув, Польша) — «Люнебург» (Люнебург, Германия) 3:0 (25:16, 25:17, 25:21); 3:0 (27:25, 25:18, 25:22).
2025. 2 апреля ( Жешув), 9 апреля ( Анкара)
«Ассеко-Ресовия» (Жешув, Польша) — «Зираат Банкасы» (Анкара, Турция) 2:3 (27:25, 21:25, 25:23, 23:25, 17:19); 1:3 (25:20, 17:25, 26:28, 14:25).

## Женщины
1988. 15 февраля ( Анкара)
«Йоги» (Анкона, Италия) — «Бралья Кучине» (Реджо-нель-Эмилия, Италия) 3:2 (15:11, 12:15, 15:6, 12:15, 15:10).
1989. 12 февраля ( Бурса)
«Бралья Кучине» (Реджо-нель-Эмилия, Италия) — «Славия» (Прага, Чехословакия)) 3:0 (15:0, 15:11, 15:4).
1990. 18 февраля ( Измир)
«Орбита» (Запорожье, СССР) — «Байерн-Лоххоф» (Унтершлайсхайм, ФРГ) 3:1.
1991. 19 февраля ( Анкара)
«Пескопагано» (Матера, Италия) — «Бралья Кучине» (Реджо-нель-Эмилия, Италия) 3:0 (15:4, 15:11, 15:4).
1992. 16 февраля ( Матера)
«Пескопагано» (Матера, Италия) — «Изола-Верде» (Модена, Италия) 3:0 (17:15, 16:14, 15:11).
1993. 11 февраля ( Стамбул)
«Колли Аньене» (Рим, Италия) — «Эджзаджибаши» (Стамбул, Италия) 3:1 (15:10, 2:15, 15:9, 15:1).
1994. 6 марта ( Мюнстер)
УСК (Мюнстер, Германия) — «Гуадиньи Импресем» (Агридженто, Италия) 3:1 (14:16, 15:4, 15:6, 15:12).
1995. 5 марта ( Вильбон-сюр-Иветт)
«Экоклеар» (Сумираго, Италия) — «Орбита» (Запорожье, Украина) 3:0 (15:7, 15:6, 15:8).
1996. 3 марта ( Анкара)
«Эмлякбанк» (Анкара, Турция) — УСК (Мюнстер, Германия) 3:1 (14:16, 15:9, 15:6, 15:12).
1997. 1 марта ( Рим)
«Альпам» (Рим, Италия) — «Романелли» (Флоренция, Италия) 3:2 (15:17, 9:15, 15:10, 15:8, 15:11).
1998. 8 марта ( Мюлуз)
«Чермаджика» (Реджо-нель-Эмилия, Италия) — «Мединекс» (Реджо-ди-Калабрия, Италия) 3:0 (15:4, 15:13, 15:2).
1999. 21 марта ( Неаполь)
«Чентро Эстер» (Неаполь, Италия) — «Искра» (Луганск, Украина) 3:0 (25:16, 25:17, 25:19).
2000. 4 марта ( Реджо-ди-Калабрия)
«Мединекс» (Реджо-ди-Калабрия, Италия) — «Чивидини» (Виченца, Италия) 3:1 (25:22, 22:25, 25:22, 25:15).
2001. 4 марта ( Виченца)
«Чивидини» (Виченца, Италия) — «Фоппапедретти» (Бергамо, Италия) 3:0 (25:15, 25:18, 25:21).
2002. 3 марта ( Скио)
«Модена» (Италия) — «Стаффин» (Равенна, Италия) 3:1 (25:21, 19:25, 25:20, 25:19).
2003. 9 марта ( Перуджа)
«Асистел» (Новара, Италия) — «Отель Кантур» (Лас-Пальмас, Испания) 3:0 (26:24, 25:13, 25:12).
2004. 7 марта ( Тревильо)
«Фоппапедретти» (Бергамо, Италия) — «Монтескьяво» (Ези, Италия) 3:2 (22:25, 25:18, 25:20, 21:25, 15:11).
2005. 6 марта ( Перуджа)
«Сирио» (Перуджа, Италия) — «Балаковская АЭС» (Балаково, Россия) 3:0 (25:14, 25:20, 25:18).
2006. 4 марта ( Турин)
«Скаволини» (Пезаро, Италия) — «Кьери» (Италия) 3:1 (25:17, 25:18, 23:25, 25:16).
2007. 18 марта ( Перуджа)
«Сирио» (Перуджа, Италия) — «Заречье-Одинцово» (Московская область, Россия) 3:0 (25:20, 25:19, 25:19).
2008. 16 марта ( Белград)
«Скаволини» (Пезаро, Италия) — «Рошвиль» (Ле-Канне, Франция) 3:0 (25:15, 25:14, 26:24).
2009. 15 марта ( Новара)
«Асистел» (Новара, Италия) — «Уралочка-НТМК» (Свердловская область, Россия) 3:0 (25:18, 25:21, 25:13).
2010. 21 марта ( Баку)
«Ямамай» (Бусто-Арсицио, Италия) — «Црвена Звезда» (Белград, Сербия) 3:1 (22:25, 25:22, 25:12, 25:22).
2011. 30 марта ( Краснодар), 3 апреля ( Урбино)
«Динамо» (Краснодар, Россия) — «Робур Тибони» (Урбино, Италия) 0:3 (21:25, 24:26, 20:25); 1:3 (25:18, 19:25, 19:25, 16:25).
2012. 27 марта ( Стамбул), 31 марта ( Бусто-Арсицио)
«Галатасарай» (Стамбул, Турция) — «Ямамай» (Бусто-Арсицио, Италия) 3:1 (25:16, 22:25, 25:23, 25:22); 1:3 (19:25, 13:25, 25:23, 23:25). «Золотой» сет 9:15.
2013. 27 февраля ( Мушина), 2 марта ( Стамбул)
«Мушинянка-Факро» (Мушина, Польша) — «Фенербахче» (Стамбул, Турция) 3:2 (26:24, 26:24, 19:25, 23:25, 15:11); 3:2 (25:18, 19:25, 25:15, 22:25, 15:11).
2014. 26 марта ( Екатеринбург), 29 марта ( Стамбул)
«Уралочка»-НТМК (Свердловская область, Россия) — «Фенербахче» (Стамбул, Турция) 2:3 (16:25, 17:25, 25:20, 25:23, 9:15); 0:3 (11:25, 26:28, 22:25).
2015. 7 апреля ( Краснодар), 11 апреля ( Сопот)
«Динамо» (Краснодар, Россия) — «Атом-Трефл» (Сопот, Польша) 3:0 (25:18, 25:20, 25:22); 1:3 (24:26, 25:18, 24:26, 22:25). «Золотой» сет 15:10.
2016. 29 марта ( Стамбул), 2 апреля ( Краснодар)
«Галатасарай» (Стамбул, Турция) — «Динамо» (Краснодар, Россия) 3:2 (25:14, 22:25, 25:16, 21:25, 15:13); 0:3 (23:25, 22:25, 27:29).
2017. 11 апреля ( Казань), 15 апреля ( Бусто-Арсицио)
«Динамо-Казань» (Россия) — «Унет-Ямамай» (Бусто-Арсицио, Италия) 3:1 (25:18, 25:22, 20:25, 25:22); 3:2 (23:25, 16:25, 25:12, 25:21, 15:12).
2018. 3 апреля ( Минск), 10 апреля ( Стамбул)
«Минчанка» (Минск, Белоруссия) — «Эджзаджибаши» (Стамбул, Турция) 1:3 (14:25, 21:25, 25:22, 11:25); 0:3 (17:25, 17:25, 17:25).
2019. 19 марта ( Сибиу), 26 марта ( Бусто-Арсицио)
«Альба-Блаж» (Блаж, Румыния) — «Унет-Ямамай» (Бусто-Арсицио, Италия) 0:3 (19:25, 16:25, 14:25); 1:3 (27:25, 19:25, 23:25, 20:25).
2021. 16 марта ( Монца), 23 марта ( Стамбул)
«Саугелла» (Монца, Италия) — «Галатасарай» (Стамбул, Турция) 3:0 (25:23, 25:15, 25:16); 3:0 (25:17, 25:19, 25:19)
2022. 15 марта ( Стамбул), 22 марта ( Штутгарт)
«Эджзаджибаши» (Стамбул, Турция) — «Альянц-МТВ» (Штутгарт, Германия) 3:1 (25:19, 22:25, 25:20, 25:17); 3:1 (25:18, 25:21, 18:25, 26:24)
2023. 5 апреля ( Тыргу-Муреш), 12 апреля ( Флоренция)
«Альба-Блаж» (Блаж, Румыния) — «Савино Дель Бене» (Скандиччи, Италия) 1:3 (12:25, 19:25, 25:21, 18:25); 0:3 (18:25, 12:25 11:25)
2024. 13 марта ( Невшатель), 20 марта ( Турин)
«Витеос Невшатель ЮК» (Невшатель, Швейцария) — «Реале Мутуа Фенера» (Кьери, Италия) 0:3 (23:25, 13:25, 24:26); 1:3 (9:25, 20:25, 25:20, 13:25)